# Dietmar Kirves
Dietmar Kirves (* 9. Mai 1941 in Fürstenwalde/Spree; † 9. Juni 2023) war ein Künstler, der in den Bereichen Film, Foto, Musik, Skulptur und Malerei tätig war. Sein künstlerisches Archiv befindet sich seit dem 31. Oktober 2023 im Deutschen Kunstarchiv des Germanischen Nationalmuseums in Nürnberg.

## Leben und Werk
Nach dem frühen Tod seiner Eltern wuchs er bei Verwandten in Westfalen und Niedersachsen auf. Von 1962 bis 1968 studierte er an der Hochschule für Bildende Künste in Kassel mit Blick auf Malerei, Graphik, Philosophie, Soziologie und Politik. Während seines Studiums wirkte er bei der Publikums- und Pressebetreuung zur documenta III mit. Nach seinem Studium veröffentlichte er zunächst Mixed Media-Arbeiten mit Filmen und Soundeffekten und finanzierte diese durch die Arbeit als Art-Director in Düsseldorfer Werbeagenturen.
Im Jahr 1970 gründete er in der Düsseldorfer Oststraße die Galerie mediacontact, press & agency und zeigte im gleichen Jahr Ausstellungen von Jochen Gerz, Terry Fox/Joseph Beuys, Klaus Staeck sowie 1971 Aktionen mit Vito Acconci, Fox, Peter Hutchinson, Klaus Rinke und William Wegman. Zielsetzung seiner Galerie war, die gesellschaftliche Relevanz von Kunstinformation und Mediaforschung darzustellen. Daneben wirkte er mit an verschiedenen Editionen der Literatur- und Kunstzeitschrift „Ausgabe“, Edition Hundertmark, Köln.
Kirves zog 1975 nach Berlin, wo er sich der Außenseiterkunst und Aktion widmete, was für ihn den Ausstieg aus der herkömmlichen Kunstszene bedeutete. In Berlin dokumentierte er fotografisch u. a. Mauerinschriften („Keine Macht für Niemand!“), andere wurden in der Ostberliner EP Edition Schweinebraden veröffentlicht („33 Feststellungen“).
Er traf 1978 Boris Lurie und schloss sich der NO!art-Bewegung um Lurie, Sam Goodman und Stanley Fisher an. In der Bewegung begann er mit der Dokumentation der NO!art-Aktivitäten. So rekonstruierte er 2001 z. B. ein unbetiteltes Werk Sam Goodmans von 1964 aus Plastik und Farbe, als einige Künstler auch Exkremente in ihre Arbeiten einbezogen, der Merda d’artista (deutsch Künstlerscheiße). Von 1978 bis 1988 arbeitete er zusammen mit Boris Lurie an der Erstellung der ersten NO!art-Anthologie und an weiteren Veröffentlichungen wie der NO!art Box, Edition Hundertmark, Köln.
Im Jahre 2010 würdigte das Neue Museum Weserburg seine verlegerische Tätigkeit Anfang der 70er Jahre für die Künstlerreihen „art information“ und „media news“.
Dietmar Kirves starb im Juni 2023 im Alter von 82 Jahren. Er hatte aus einer früheren Beziehung zwei Söhne und war über 30 Jahre mit seiner letzten Freundin zusammen.

## NO!art Movement
Ab 1999 führte Dietmar Kirves das „Headquarters East“ der NO!art Movement, zudem war er mit der Dokumentation der NO!art-Aktivitäten im Internet vertraut.
Mitglieder der NO!art sind Rocco Armento, Isser Aronovici, Enrico Baj, Paolo Baratella, Franziska Becher, Herb Brown, Ronaldo Brunet, Günter Brus, Al D’Arcangelo, Aleksey Dayen, Frank-Kirk Ehm-Marks, Erró, Klaus Fabricius, Charles Gatewood, Paul Georges, Jochen Gerz, Dorothie Gillespie, Esther Morgenstern Gilman, Amikam Goldman, Leon Golub, Blalla W. Hallmann, Harry Hass, Allan Kaprow, Kommissar Hjuler (Detlev Hjuler) und Mama Baer (Andrea Katharina Ingeborg Hjuler), Yayoi Kusama, Konstantin K. Kuzminsky, Jean-Jacques Lebel, Suzanne Long (Harriet Wood), LST, Enzo Mastrangelo, Stu Mead, Peter Meseck, Lil Picard, Leonid Pinchevsky, Bernard Rancillac, Francis Salles, Naomi Tereza Salmon, Reinhard Scheibner, Bruno Schleinstein, Dominik Stahlberg, Michelle Stuart, Aldo Tambellini, Seth Tobocman, Jean Toche, Toyo Tsuchiya, Wolf Vostell, Friedrich Wall, Mathilda Wolf, Natalia E. Woytasik, Miron Zownir.

## Werke und Schriften
- SIGNALS, SIGNALE, SIGNAUX, mit Winfred Gaul. mediacontact, Düsseldorf 1971.
- ZU-FÄLLE. Edition Zufall, Köln 1979.
- Volker Hauptvogel, Dietmar Kirves: Die Verweigerer im politischen Taumel Berlins : Politik wird Musik. Das Mekanik Destrüktiw Komandöh, die Geschichte einer Band. Kramer, Berlin 1983, ISBN 3-87956-148-6.
- 35 Rätsel. Edition Hundertmark, Berlin 1977. 52. Karton, 35 Blatt, Auflage 100 (Vorwort: Jürgen Schweinebraden).
- Veränderungen für alle- / Von den Um-Sätzen und den Ver-Teilungen. Edition Hundertmark, Köln 1984.[11]
- 33 Feststellungen. EP Edition Verlag Jürgen Schweinebraden, Niedenstein o. J. (Postkartenbox).
- 99 TABUS. Edition Hundertmark, Köln 1985. 105. Karton, 8. Buch, 210 S., Auflage 300.
- Sieben Sekunden in acht Phasen. Edition Hundertmark, Köln 1983. (Heft der Edition Hundertmark. 12). Auch: Plus-Minus-Presse, Diedenbach, 1985.
- LEHRSTÜCK: VON DEN UN-GLEICHHEITEN. Edition Hundertmark, Köln 1985.
- ES MACHT UNS NICHTS, WAS WIR NICHT WOLLEN! Diter Roth Verlag, Basel 1987.
- TON STEINE SCHERBEN, Wolfgang Seidel (Hrsg.), Beitrag MDK, Mainz 2005.
- The NO!art Statements Boris Lurie/Dietmar Kirves/Mama Baer/Kommissar Hjuler, Langspielplatte, Psych.KG, Euskirchen, 2015.

## Ausstellungen
- 1967: Drahtplastiken, Vibrationsobjekte (mit Peter Staechelin, Hans Martin Erhardt und Walter Nikusch), Kasseler Kunstverein
- 1980: 10 Jahre Edition Hundertmark 1970–1980 Berlin–Köln, daadgalerie, Berlin
- 2010: Dietmar Kirves – art information, Neues Museum Weserburg, Bremen[12]